# Gimmicks of Sweden
Gimmicks of Sweden är ett musikalbum utgivet 1972 av den svenska gruppen Gimmicks.

## Spellista
1. Calico Baby
2. It's Too Late
3. Colours Of Love
4. Somewhere In The Hills
5. Que Maravilla
6. Stone Slipper Cindy
7. Pais Tropical
8. New York
9. Our House
10. To The Moon, To The Sun
11. Ye-Me-Le

## Gruppmedlemmar
- Leif Carlquist
- Anita Strandell
- Diana Nuñez
- Urban Hansson
- Kåre Ström
- Frank Andersson

## Övriga medverkande
- Valdemar Haijer
- Joao Meirelles

- Producenter: Leif Carlquist och Mike Hurst (Spår 1 och 6).
- Arrangemang: Joao Meirelles och Francis Cowan (Spår 6)
- Ljudtekniker: Gert Palmcrantz
- Inspelad i EUROPA FILM studios, Bromma under 1971-72.

## Kuriosa
- Den engelska topp-producenten Mike Hurst hörde gruppen vid ett studiobesök och producerade sedermera spår 1 och 6 på LP:n.
- LP:n återutgavs i Japan (i början av 2000-talet) med bonusspåret "Once I Loved" i en begränsad upplaga.
- En snarlik utgåva gavs ut i Spanien samma år (1972) under namnet "The Gimmicks". Låtarna "Stone Slipper Cindy" och "Calico Baby" ersattes av "I Should Have Known Better", "Once I Loved" och "Where Is The Love".